# روبرت بي. تاكر
روبرت بي. تاكر (بالإنجليزية: Robert B. Tucker)‏ هو مستشار ومؤلف أمريكي، ولد في 12 أكتوبر 1953.